# Georgios Ambaris
Georgios Ambaris (Naousa, 23 de abril de 1982) é um futebolista profissional grego, goleiro, milita no AE Larissa.

## Carreira
Georgios Ambaris representou a Seleção Grega de Futebol nas Olimpíadas de 2004, quando atuou em casa.